# Luis Larrea Alba
Luis Alberto Larrea Alba (Guayaquil, 25 de outubro de 1894 – Quito, 7 de abril de 1979) foi um político equatoriano. Ocupou o cargo de presidente interino de seu país entre 24 de agosto de 1931, com a saída de Isidro Ayora, e 15 de outubro de 1931, quando renunciou o governo.